# Хормайр, Йозеф фон
Барон Йозеф фон Хормайр цу Хортенбург (нем. Joseph Freiherr von Hormayr zu Hortenburg; 20 января 1781, Инсбрук, Австрия, — 5 октября 1848, Мюнхен, Бавария) — австрийский историк, австрийский и баварский государственный деятель. Политический советник Андреаса Гофера.

## Биография
Йозеф фон Хормайр цу Хортенбург родился 20 января 1781 года в городе Инсбруке. Будучи внуком канцлера Тироля, Хормайр уже в 20-летнем возрасте был назначен на должность в австрийском министерстве иностранных дел, а в 1803 году стал секретарём двора и директором государственных тайных архивов. Однако, в 1805 году, когда после унизительного для Австрии Четвёртого Прессбургского мира Тироль был передан Баварии, Хормайр заявил свой протест.

В 1808 году в Вену прибыл капитан Андреас Гофер, с подробным планом широкого народного движения в подчинённом французам и баварцам Тироле. Вскоре Гофер и его сподвижники (Хормайр, Хаспингер, Шпекбахер и др.), путем устной пропаганды, сообщили этот план всему Тиролю. 
Горцы спускали по горным ручьям прессованные шары из смеси муки, угля и крови, которые д.б. подать сигнал к восстанию!
 — писал недоброжелательный к Гоферу, но отдававший ему должное французский историк Васт[кто?]… 8 апреля 1809 года передовой отряд Гофера атаковал баварские контингенты — а на другой день, 9 апреля восстал весь Тироль. Хормайр стал политическим советником Андреаса Гофера. Им были составлены несколько патриотических прокламаций
Хормайр впал в немилость при венском дворе. В 1813 году он попытался инспирировать антибаварские волнения в Тироле, но был арестован. В 1816 году в виде слабого утешения Хормайру была предложена должность венского придворного историка. Однако общее разочарование в политике Вены было так сильно у Хормайра, что в 1828 году он принял предложение короля Баварии Людвига I о поступлении на баварскую государственную службу. После четырёхлетнего пребывания в ранге советника Министерства иностранных дел Баварии в 1832 году Хормайр был назначен министром-посланником Баварии в Ганновере, а с 1837 по 1846 годы занимал этот же пост в Бремене.
Наиболее заметный труд Хормайра — двадцатитомное издание под названием «Австрийский Плутарх» (нем. «Österreichische Plutarch»; 1807—1812), представляющее собой сборник очерков о наиболее выдающихся австрийских военных и государственных деятелях. Некоторые работы Хормайра посвящены достаточно давней истории — такова, в частности, книга «Критико-дипломатические вопросы истории Тироля в Средние века» (нем. «Kritisch-diplomatische Beiträge zur Geschichte Tirols im Mittelalter»; 1802—1803, 2 тома). Другие его книги касаются событий недавнего прошлого и приобретают потому ярко выраженный полемико-публицистический характер — считается, что достоверность свидетельств Хормайра не абсолютна, поскольку ему свойственно всегда выдвигать собственную фигуру на первый план; это особенно касается памфлетов Хормайра, связанных с тирольским сопротивлением 1800—1810-х гг., но отчасти также и книги «Всеобщая история новейшего времени, от смерти Фридриха Великого до Второго Парижского мира» (нем. «Allgemeine Geschichte der neuesten Zeit vom Tod Friedrichs des Grossen bis zum zweiten Pariser Frieden»; 1814—1819).
Значительной заслугой Хормайра является также издание журнала «Архив географии, истории, государствоведения и военной науки» (нем. «Archiv fur Geographie, Hystorie, Staats- und Kriegskunde»; 1810—1823), публиковавшего материалы по истории, литературе и культуре всех народов империи.